# Plantago sarcophylla
Plantago sarcophylla är en grobladsväxtart som först beskrevs av Pierre Edmond Boissier, och fick sitt nu gällande namn av Michael Zohary. Plantago sarcophylla ingår i släktet kämpar, och familjen grobladsväxter. Inga underarter finns listade i Catalogue of Life.